# Hadi Choopan
Hadi Choopan (en persa: هادی چوپان‎; romanizado como "Hādi Chupān", provincia de Fars, Irán, 1987) es un fisicoculturista iraní.

## Biografía
Hadi Choopan nació en septiembre de 1987 en el condado de Sepidan, provincia de Fars, ubicada en el sur de Irán. Choopan provenía de una familia con dificultades económicas, lo que lo llevó a trabajar a una edad temprana, dedicándose a la venta ambulante de bienes y a la construcción.
En 2013, la carrera de Choopan dio un importante paso adelante cuando comenzó a entrenar con Ali Ne'mati. Sus logros incluyeron ganar el Campeonato de Asia de la WBPF en 2013 y un éxito continuo en el Campeonato Mundial de Culturismo de la WBPF en 2013, 2014 y 2015. En 2022 ganó el campeonato de Mister Olympia, imponiéndose en la final contra Derek Lunsford.
Durante la final de Mr Olympia de 2023, Hadi recibió tanto apoyo como críticas de la comunidad de culturismo. Poco después de la lectura de los resultados, Choopan se quitó su medalla de plata en segundo lugar y abandonó el escenario, lo que muchos citaron como falta de espíritu deportivo. Después de esto, gran parte de la base de fanes de Hadi también recibió críticas significativas, incluidas amenazas hacia la familia de Derek que el propio Derek se vio obligado a abordar.

## Títulos
- Mister Olympia 2019: 3°.[5]
- Mister Olympia 2020: 4°.[5]
- Mister Olympia 2021: 3°.[5]
- Mister Olympia 2022: 1°.[1]
- Mister Olympia 2023: 2°.
- Mister Olympia 2024: 2°.
- Arnold Classic 2024: 1°.